# ジュゼッペ・アダーミ

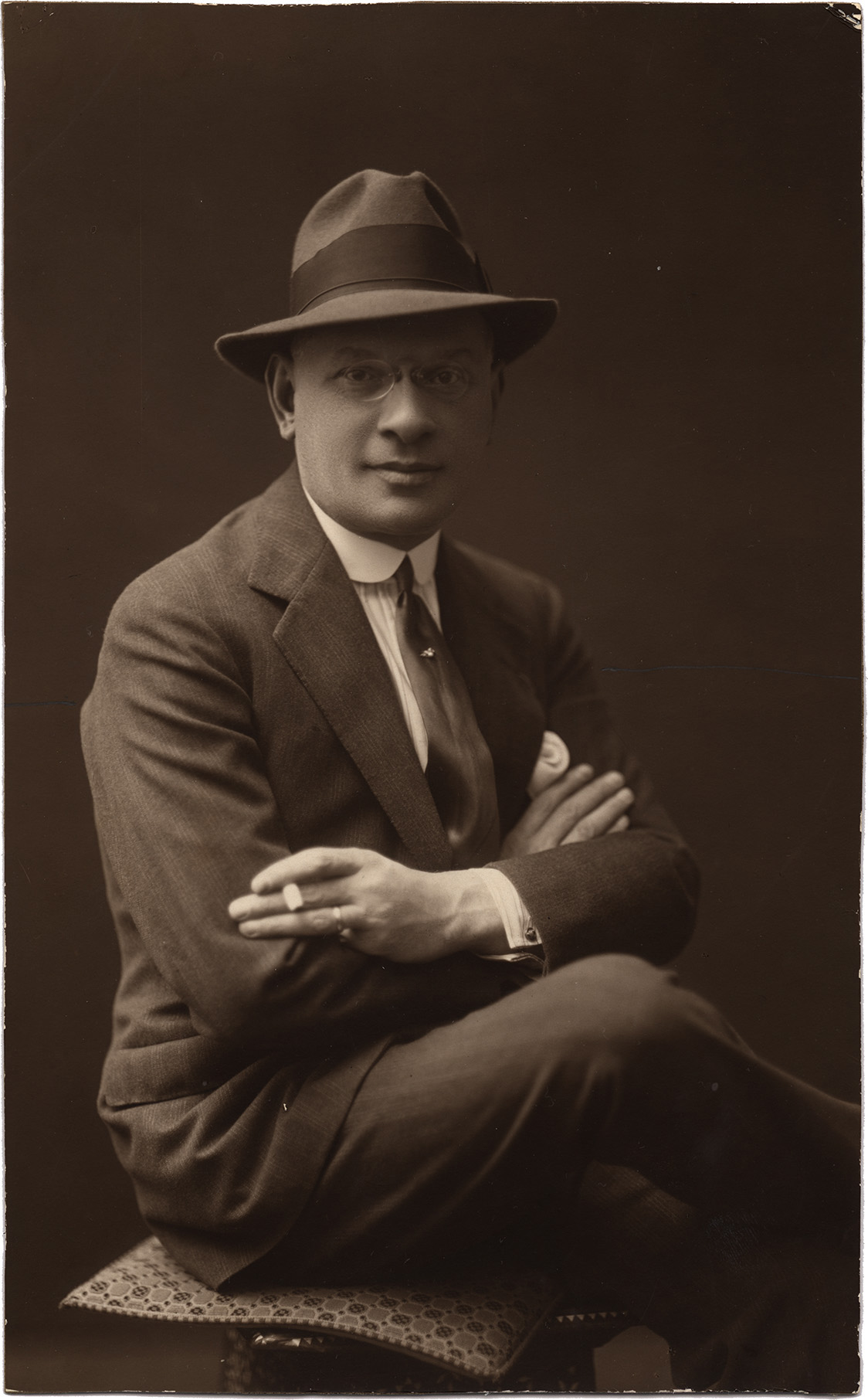
ジュゼッペ・アダーミ

ジュゼッペ・アダーミ（Giuseppe Adami, 1878年11月4日 - 1946年10月12日）はイタリアの劇作家、オペラ台本作家である。プッチーニの晩年においていくつかのオペラ台本を提供したことで特に有名。
ヴェローナに生まれる。はじめパドヴァ大学にて法学を学ぶが、文学を一生の職に定め、地元ヴェローナの「アレーナ」紙で演劇評論面を担当する一方、多くの舞台劇を著した。1911年には著名な楽譜出版社リコルディ社総帥、ジューリオ・リコルディの紹介でプッチーニの知遇を得た。
この頃プッチーニは、パリで観てオペラ化を思い立ったグラン・ギニョール劇『外套』の台本作成者を探していたが、アダーミはわずか3週間ほどで台本を完成、プッチーニからの高い評価を得た。並行してウィーンから委嘱されていたオペレッタ『つばめ』の台本も作成（ドイツ語版台本からの翻訳）、『つばめ』は1917年、『外套』は1918年に初演された。その後、カルロ・ゴッツィの研究家としても有名だった劇作家レナート・シモーニと共同で、プッチーニの最後の作品『トゥーランドット』台本も作成している。
アダーミはプッチーニ以外の作曲家、たとえばリッカルド・ザンドナーイやフランコ・ヴィッタディーニに対してもいくつかのオペラ台本を著しているが、これらは現在では上演機会に乏しい。
彼はまた、プッチーニの書簡集（初版1928年）、伝記（同1935年）、ジューリオ・リコルディの追想集（同1933年）などを出版しており、これらは20世紀初頭イタリア・オペラ界を知る資料として一定の価値を認められている。
1946年ミラノで死去。